# Alcyonium acaule
Alcyonium acaule is een zachte koraalsoort uit de familie Alcyoniidae. De koraalsoort komt uit het geslacht Alcyonium. Alcyonium acaule werd in 1878 voor het eerst wetenschappelijk beschreven door Marion. 